# 13396 Мідайвен
13396 Мідайвен (13396 Midavaine) — астероїд головного поясу, відкритий 11 вересня 1999 року.
Тіссеранів параметр щодо Юпітера — 3,378.